# Астерьос Йоанидис
Астерьос Йоанидис (на гръцки: Αστέριος Ιωαννίδης) е гръцки солунски общественик.

## Биография
Астериос Йоанидис е активен член на гръцката община в Солун и е начело на пробизнес партията. На 25 февруари 1879 г. взима участие в Общото събрание, свикано под председателството на митрополит Калиник за преразглеждане на Устава на общината и е избран за член на временния Управителен съвет. На 26 декември 1871 година е избран за заместник-председател на Солунското благотворително мъжко общество, като остава на поста до 14 януари 1873 година. В този период практически управлява силогоса, поради дългото отсъствие на председателя Прокопис Пападопулос. Избран за председател на Братството на 7 май 1890, като мандатът му приключва на 5 юли 1892 година.